# Winchester Модель 20
Winchester Модель 20 — одноствольний дробовик який випускали в період з 1920 по 1924 роки.
Дробовик не був самозарядним або помповим, а тому заряджався вручну шляхом підйому стволу та заряджання набоїв в затвор. Такий затвор називають переламним або шарнірним. Модель 20 поставлялася під набій .410 калібру.
Загалом було випущено приблизно 24000 одиниць.